# Luis Alberto Parra Mora
Luis Alberto Parra Mora (Tenza, 22 de março de 1944 – Bogotá, 8 de agosto de 2023) foi um clérigo colombiano e bispo católico romano emérito de Mocoa-Sibundoy.
Luis Alberto Parra Mora foi ordenado sacerdote em 9 de outubro de 1971.
O Papa João Paulo II o nomeou Bispo de Mocoa-Sibundoy em 18 de outubro de 2003. Foi ordenado bispo pelo Núncio Apostólico na Colômbia, Beniamino Stella, em 11 de dezembro do mesmo ano; Os co-consagradores foram Misael Vacca Ramírez, Bispo de Yopal, e Olavio López Duque OAR, Vigário Apostólico Emérito de Casanare. Como lema escolheu Id y Evangelizad. A inauguração ocorreu em 16 de janeiro do ano seguinte.
O Papa Francisco aceitou sua renúncia antecipada em 1º de dezembro de 2014.

## Morte
Alberto, morreu no dia 8 de agosto de 2023, aos 79 anos de idade.